# Gift Leremi
Gift Mpho Leremi (* 13. Oktober 1984 in Soweto; † 3. September 2007 bei Alberton) war ein südafrikanischer Fußballspieler.

## Vereinskarriere
Der offensive Mittelfeldakteur spielte als Jugendlicher für die Pimville Giants. Anschließend ging er zu den Orlando Pirates, bei denen er am 10. August 2002 gegen Moroka Swallows sein Debüt in der ersten Liga gab. Im Sommer 2007 wechselte er zum amtierenden Meister Mamelodi Sundowns. Am 3. September 2007 kam er auf dem Rückweg von einem Fußballspiel im CAF Confederation Cup in Kamerun bei einem Verkehrsunfall bei Alberton ums Leben.

## Nationalmannschaft
2004 und 2005 war Leremi viermal in der südafrikanischen Nationalmannschaft im Einsatz. Sein Debüt gab er am 17. November 2004 in Johannesburg beim 2:1-Sieg in einem Freundschaftsspiel gegen Nigeria. Seinen letzten Einsatz für die Bafana Bafana hatte er am 13. Juli 2005 im Gruppenspiel gegen Guatemala beim CONCACAF Gold Cup in den USA.

## Erfolge
- Südafrikanischer Meister 2003 (mit Orlando Pirates)